# Metileugenolo
Il metileugenolo è un fenilpropanoide dell'eugenolo derivato da una metilazione specifica catalizzata dall'enzima S-adenosilmetionina O-metiltransferasi.
La sua formula presenta caratteristiche strutturali simili al safrolo, con un metabolismo differente. L'1-idrossimetileugenolo è un metabolita che si scompone spontaneamente in ambiente acquoso in carbocationi elettrofilici, che formano legami covalenti con il DNA ed altre macromolecole cellulari incluse le proteine. 

Al contrario dell'eugenolo e isoeugenolo, non presenta gruppi OH liberi. 
È contenuto negli oli essenziali, in quantità rilevante nel basilico, basse nelle altre erbe aromatiche (prezzemolo, menta, dragoncello) e nelle spezie (zenzero, noce moscata).